# Donau-Isar-Express
A Donau-Isar-Express, röviden DIX, egy regionális gyorsvonat Bajorországban, amely München városát Landshuton és Plattlingon keresztül Passauval köti össze. A 2009 decemberében bevezetett vonalat a DB Regio Bayern üzemelteti, és főként négy- és ötrészes Alstom Coradia Continental sorozatú villamos motorvonatok (DB 440 sorozat) szolgálják ki. A 2020-as menetrendváltással a Donau-Isar-Express megkapta az RE 3 vonaljelölést.

## Közlekedési ajánlat
A Donau-Isar-Express 2009. december 13. óta közlekedik a DB 931-es számú útvonalán. München és Landshut között a München-Regensburg-vasútvonalat, Landshut és Plattling között a Landshut-Plattling-vasútvonalat, Plattling és Passau között pedig a Passau-Regensburg-vasútvonalat használja.
A vonatok München Hauptbahnhof és Passau Hauptbahnhof között naponta óránként közlekednek reggel 5 és este 11 óra között. Rendszeres megállóhelyek: Freising állomás, Moosburg, Landshut Hbf, Wörth (Isar), Dingolfing, Landau (Isar), Plattling, Osterhofen (Niederbay) és Vilshofen (Niederbay). A délutáni csúcsforgalomban egy további vonatpár áll meg München-Moosachban.
A vonatok átlagosan 2 óra 13 perc alatt teszik meg a mintegy 191 kilométeres útvonalat. Az indulási időpontok a müncheni és a passaui főpályaudvaron egyaránt röviddel fél óra előtt, az érkezési időpontok ennek megfelelően röviddel fél óra után vannak. A Landshut és Plattling közötti egyvágányú vonalon a szükséges vonatkereszt a menetrend szerint Wörth (Isar) állomáson történik.

## Járművek
A vonalon az Alstom Coradia Continental (DB 440 sorozat) típusú, Jakobs forgóvázas csuklós szerelvényként tervezett villamos motorvonatokat használnak. A Donau-Isar-Express bevezetése során hat négykocsis (440 043-440 048), 71 méter hosszú, 233 ülőhelyes, ebből tizenkét első osztályú, valamint hat ötkocsis (440 201-440 206), 87 méter hosszú, 290 ülőhelyes, ebből 24 első osztályú járművet szereztek be. Csúcsidőben akár három vonatot is összekapcsolnak München és Landshut között, hogy megbirkózzanak a nagyszámú utassal. A Donau-Isar-Express tizenkét vonatát a kiszolgált megállókról fogják elnevezni. Eddig a 440 203-as vonat a „Passau - Leben an drei Flüssen”, a 440 044-es vonat pedig a „Plattling - Nibelungenstadt” nevet kapta. Időközben további járműveket neveztek el „Wallersdorf” (440 048), „Landau a.d. Isar” (440 206), „Moosburg a.d. Isar” (440 202) és „Landshut” (440 204) néven.
A járművek késedelmes leszállítását követően a 2009. decemberi üzembe helyezéstől 2010 júniusáig tartó időszakban n kocsikból vagy emeletes kocsikból álló vonatokat és a DB 111 sorozatú mozdonyokat használtak. A Bayerische Eisenbahngesellschaft (BEG) utasítására 2013 óta hétfőtől péntekig csúcsidőben, hétfőtől péntekig egy-egy 1997-ben épített, hat emeletes kocsiból és egy-egy 111 sorozatú villanymozdonyból álló vonatpár közlekedik.

## Története
A Leben an drei Flüssen 2009. decemberi üzemkezdetével először indult óránkénti közvetlen összeköttetés Passau és München között. Ez az útvonal forgalmának mintegy 25 százalékos növekedését jelentette, amely így évi 2,6 millió vonatkilométert tett ki. A Landshut és Plattling közötti útvonalon 2009 óta a Leben an drei Flüssen az egyetlen személyszállító járat. Az üzembe helyezés során az otzingi megállóhelyet leszerelték; Plattling állomás így teljes csomópont funkciót kapott, minden irányban optimális csatlakozásokkal.
Az üzembe helyezést követő első öt évben a DunaU-Isar Express utasforgalma mintegy 25 százalékkal nőtt. Az ebből adódó kapacitásproblémákat többek között a vonatfordulók optimalizálásával kezelték, hogy a csúcsidőben nagyobb ülőhely-kapacitás álljon rendelkezésre. Ezenkívül 2013 óta - az üzembe helyezést követő első hat hónaphoz hasonlóan - ismét DB 111 sorozatú villamos mozdonyokból és hat emeletes kocsiból álló vonatokat használnak. A szabadidős utazások növelése érdekében a DB Regio Bayern 2014-ben bevezette a „Regio-Ticket Donau-Isar” jegyet, amely kizárólag a München-Landshut-Plattling-Passau útvonalon közlekedő helyi járatokra érvényes.
A Dunau-Isar-Express 2013-ban a BEG minőségi rangsorában a 15-ből a 12., 2019-ben pedig a 31-ből a 18. helyet foglalta el. 2013 januárjában a DIX pontossága (hat percnél kisebb késés) 94 százalék körül volt, 2013 októberében pedig csak 90,4 százalék volt. 2018-ban a pontosság 90,1 százalékos volt.

## Jövő
2019 végén a BEG a Duna-Isar hálózat helyi közlekedési szolgáltatásait a 2024 decembere és 2036 decembere közötti időszakra újra kiírta. A Dunau-Isar-Express jelenlegi útvonalán kívül a következő útvonalakat is kiszolgálják:
- Regional-Express München-Airport-Freising-Landshut-Regensburg (a mai Überregionaler Flughafen-Express, röviden ÜFEX).
- Regional-Express München-Freising-Landshut-Plattling/Regensburg (csak csúcsidőben)
- (München-)Freising-Landshut regionális vonat (csak a müncheni S-Bahn második fővonalának üzembe helyezéséig, kb. 2028-ig).

Az új szállítási szerződéssel együtt új, akadálymentesített és légkondicionált járműveket kell használni.
A DB Regio 2020 októberében nyerte el a szállítási szerződést. A DB Regio 25 Siemens Desiro HC vonatot fog beszerezni. Ezek 2024 decemberétől a München-Passau RE vonalon és a Freising-Landshut RB vonalon közlekednek. A két vonalon négykocsis motorvonatok közlekednek majd, egyszintes végkocsikkal és két kétszintes középső kocsival, összesen 370 ülőhellyel. München és Landshut között akár három ilyen szerelvény is közlekedhet csatoltan.